# Bartolomeo Maranta

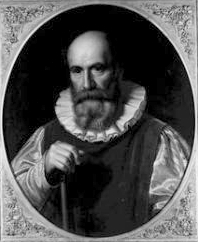
Bartolomeo Maranta

Bartolomeo Maranta (* 1500 in Venosa, Königreich Neapel; † 24. März 1571 in Molfetta) war ein italienischer Arzt und Botaniker.

## Leben und Wirken
Bartolomeo Maranta begann sein Studium der Medizin in Neapel. Zur Vollendung seines Studiums wechselte er nach Pisa und war dort Schüler von Luca Ghini.
Von 1554 bis 1556 arbeitete er im Pflanzengarten von Gian Vincenzo Pinelli aus dem später der botanische Garten in Neapel (Orto Botanico di Napoli) hervorging.
Mit vielen seiner Zeitgenossen, so z. B. Gabriele Falloppio, Ulisse Aldrovandi und Pietro Andrea Mattioli, stand er in Briefkontakt. Die wenigen Informationen, die über ihn erhältlich sind, stammen zumeist aus diesen Briefen.

## Ehreungen
Charles Plumier benannte ihm zu Ehren die Gattung der Pfeilwurze (Maranta) der Pflanzenfamilie der Pfeilwurzgewächse (Marantaceae). Carl von Linné übernahm später diesen Namen. Auch  (Hemionitis marantae (L.) Christenh.), den er als erster beschrieben hat, ist nach ihm benannt.

## Schriften (Auswahl)
- De aquae, Neapoli, in Luculliano scaturientis (quam ferream vocant) metallica materia, ac viribus. Venedig 1559 (PDF).
- Methodi cognoscendorum Simplicium libri tres, cum indice copioso. Venedig 1559.
- Lucullianarium Quaestionum… Basel 1664.
- Novum herbarium sive methodus cognoscendorum omnium simplicium, non solum purgantium, sed quoque astringentium, & variantium. Opus exactum ab auctoribus omnibus, quos in re herbaria ad hunc usque diem scripserunt, & in unum volumen redactum, ad studiosorum commoditatem. Cum indice copioso. Venedig 1571.
- Della Theriaca et del Mithridato. Venedig 1572.

## Nachweise